# Observatoire Farpoint
Pour les articles homonymes, voir Farpoint.
L'observatoire Farpoint est un observatoire astronomique du Northeast Kansas Amateur Astronomers' League (NEKAAL (en)). Il est situé à 34 km au sud-ouest de Topeka, Kansas, États-Unis, près de Auburn dans le Kansas, sur des terrains de la Mission Valley High School (en).
L'observatoire Farpoint porte de code 734 de l'Union astronomique internationale (IAU) et est la base de l'équipe Farpoint Asteroid Search Team (FAST), qui a découvert plus de 330 astéroïdes dont plusieurs dans des orbites près de celle de la Terre, connus sous le nom d'objets géocroiseurs.
NEKAAL a reçu une bourse de la NASA de 56 060 $ pour son programme de suivi d'objets géocroiseurs (NEO) afin d'acquérir et d'installer à Farpoint le télescope Pitt de Lindley Hall, Université du Kansas. Après des rénovations, le télescope de 27 pouces d'ouverture, de 9 pieds 3 pouces de longueur, pèse 725 kg.